# سارينا ويجمان
سارينا ويجمان (من مواليد 26 أكتوبر 1969)    هي لاعبة كرة قدم هولندية سابقة والمدرب الحالي للمنتخب الهولندي لكرة القدم للسيدات.   لعبت كلاعبة خط وسط   ، وفي وقت لاحق في مسيرتها لعبت كمدافعة. في عام 2001 ، أصبحت أول لاعبة كرة قدم هولندية تخوض 100 مباراة دولية.  

## الانجازات

### لاعبة
- كأس هولندا : 1986-87

نورث كارولينا تار هيلز
- بطولة NCAA القسم الأول للسيدات لكرة القدم : 1989

تير ليد
- الدوري الهولندي : 2000–01 ، 2002–03
- كأس هولندا : 2000-01

### مدربة
تير ليد
- الدوري الهولندي : 2006-07
- كأس هولندا : 2006-07

أدو دن هاج للسيدات
- الدوري الهولندي : 2011-12
- كأس هولندا : 2011-12 ، 2012-13

منتخب نساء هولندا
- بطولة أمم أوروبا للسيدات : 2017
- وصيفة كأس العالم للسيدات FIFA : 2019

منتخب نساء إنجلترا
- بطولة أمم أوروبا للسيدات : 2022
- وصيفة كأس العالم للسيدات 2023: FIFA

### الانجازات الفردية
- جائزة الفارس الفيدرالي الهولندي ( «رابطة فارس»): 2012 [5]
- أفضل مدربة من FIFA : 2017 [13]
- وسام الفروسية من أورانج ناسو : 2017 [14]
- أفضل مدربة وطنية في العالم IFFHS : 2020 [15]

## روابط خارجية
- سارينا ويجمان على موقع الاتحاد الدولي (مؤرشف)  (الإنجليزية)
- سارينا ويجمان على موقع قاعدة بيانات كرة القدم.إي يو (الإنجليزية)
- سارينا ويجمان على موقع ليكيب (الفرنسية)
- سارينا ويجمان على موقع Soccerway.com (الإنجليزية)
- سارينا ويجمان على موقع عالم كرة القدم.نت (الإنجليزية)
- سارينا ويجمان على موقع أوليمبيديا (الإنجليزية)